# Engraulis ringens
A anchoveta peruana (Engraulis ringens) é um peixe da família Engraulidae, que vive na zona sudeste do oceano Pacífico, frente à costa do Peru e Chile.

## Descrição
É uma espécie pelágica que vive em cardúmes em águas superficiais frias próximas à costa, embora possam ser encontrados a até 180 km de distância do litoral. Alimenta-se de plancton e reproduz-se principalmente entre julho e setembro e em menor proporção durante os meses de fevereiro e março.
Tem o corpo delgado e alongado e sua cor varia de azul escuro a verdoso na parte dorsal e prateado no ventre. Vive cerca de 3 anos, atingindo uns 20 cm de longitude. Tem alta taxa de gordura, com muitos ácidos graxos omega-3 e omega-6.

## Pescaria
No Peru, capturam-se a cada ano milhões de toneladas de anchoveta, em maior medida por meio de barcos de arrasto. O fenômeno do El Niño tem influência negativa nas populações de anchoveta. O Instituto do Mar do Peru (IMARPE) estabelece os períodos e as zonas de pesca apropriadas.

## Utilização
Utiliza-se a anchoveta e também a sardinha e outras espécies para produzir farinha e azeite de pescado. AS grandes utilidades da anchoveta foram descobertas no Peru nos anos 1950 e 60; já a indústria farinheira se desenvolveu nos anos 1960 70.
Desde 2000, começou-se utilizar a anchoveta também na forma fresca, enlatada e congelada. O Instituto Tecnológico Pesqueiro (ITP), com apoio da FAO,estudou a possibilidade de aproveitar a anchoveta para consumo humano direto. Logo o Governo do Peru lançou uma campanha de promoção desse pescado. A espécie é, na contemporaneidade, encontrada em supermercados e restaurantes.
Em alguns países, como o Canadá, a anchoveta enlatada é comercializada com o nome "sardinha peruana".